# Renato Novara
Renato Novara (Torino, 21 gennaio 1977) è un doppiatore, direttore del doppiaggio e musicista italiano.

## Carriera
Nel 1998 partecipò come concorrente a Sarabanda, venendo tuttavia eliminato nel gioco preliminare Fuori uno. Inoltre recitò in una puntata di Tempesta d'amore, soap dove doppia Lorenzo Patanè, insieme a Beatrice Caggiula, doppiatrice di Judith Hildebrandt.
Inizialmente aveva intenzione di intraprendere la carriera di cantante, ma poi decise di frequentare dei corsi di teatro e un corso di doppiaggio alla O.D.S.
Attivo come doppiatore soprattutto a Milano e ultimamente anche a Roma, nel 2004 presta la voce a John Driscoll nel ruolo di Henry "Coop" Cooper, personaggio della soap opera Sentieri. Nel 2005 doppia Lorenzo Patanè nel ruolo di Robert Saalfeld, mentre nel 2007 Jerry Trainor nel ruolo di Spencer Shay in iCarly. Dal 2008 al 2014 è la voce ufficiale di Ted Mosby (interpretato da Josh Radnor), protagonista della celebre serie How I Met Your Mother. È noto anche per essere la seconda voce di Monkey D. Rufy (Rubber) nell'anime One Piece, a partire dall'episodio 256, in sostituzione di Luigi Rosa e per essere la voce di Edward Elric negli anime di Fullmetal Alchemist.
È ulteriormente riconosciuto per il ruolo di Sonic the Hedgehog, protagonista dell'omonima saga videoludica a partire da Sonic Generations, Ezio Auditore in Assassin's Creed II e Assassin's Creed: Brotherhood, e il protagonista Ethan Winters in Resident Evil 7: Biohazard.
A partire dal 2012 è lo speaker del canale televisivo Super!.
Nel 2014 forma il duo musicale Dominio Libero e il 3 agosto dello stesso anno esce il primo singolo Bugia poesia, seguito da Tu mi guardi pubblicato l'11 febbraio 2015.
Dal 2021 è la voce narrante in Cash or Trash.
Nel 2023 è comparso in una puntata dei Soliti ignoti come identità misteriosa da individuare.
Ha due figli, Tommaso, nato nel 2010, e Pietro, nato nel 2012, anch'essi doppiatori.

## Doppiaggio

### Cinema
- Ricky Norwood in Nei panni di una principessa: Ci risiamo!, Nei panni di una principessa: Inseguendo la stella
- Ben Schwartz in Sonic - Il film, Sonic 2 - Il film, Sonic 3 - Il film
- Ben Whishaw in Il ritorno di Mary Poppins, Passages
- Lennard Bertzbach in La tribù del pallone - Uno stadio per la tribù
- Joel McHale in Becky
- Tahar Rahim in The Mauritanian
- Tobias Schenke in Porky College 2 - Sempre più duro
- Trevor Harris in The Frightening
- Kyle Lupo in Birth Rite
- Stephen Swan in Leeches!
- Nick Carter in The Hollow - La notte di Ognissanti
- John Reardon in Sea Ghost - Il fantasma degli abissi
- Cole Evans Lens in Il ritorno dei ragazzi vincenti
- Fabian Grass in Un domestico milionario
- Andrew Seeley in Another Cinderella Story
- Paul Dano in Gigantic
- Jason Schwartzman in Un microfono per due
- Fedor Fedotov in Pattini d'argento
- Jerry Trainor in Best Player
- Victor Zinck, Jr. in Wrong Turn 4 - La montagna dei folli
- Simon Ginty in Wrong Turn 5 - Bagno di sangue
- Joe Gaminara in Wrong Turn 6 - Last Resort
- Benjamin Hollingsworth in Radio Killer 3 - La corsa continua
- Iko Uwais in The Raid - Redenzione
- Gang Dong-won in Peninsula
- Yue Song in La leggenda del calcio d'acciaio
- Takeru Satō in Samurai Marathon - I sicari dello shogun
- Park Young-seo in The City of Violence
- Kim Mu-yeol in The Gangster, the Cop, the Devil
- Walter Emanuel Jones in Power Rangers - Una volta e per sempre
- Hwang Jung-min in Veteran
- Yeon Woo-jin in Special Delivery
- Yue Song in La leggenda del calcio d'acciaio
- Shin Seung-hwan in The Killer
- Cristo Fernández in Transformers - Il risveglio
- Jean-Yves Rochelle in GTMAX
- Dylan Minnette in The Open House

### Serie televisive
- Jerry Trainor in iCarly, Victorious, iParty con Victorious, iCarly (2021), Sam & Cat
- Josh Radnor in How I Met Your Mother, Rise, Grey's Anatomy
- Peter Gadiot in One Piece
- Gustavo Sirenio in Pasión Morena
- Benjamín Rojas in Rebelde Way (2° doppiaggio)
- Constantin Brandt in Alisa - Segui il tuo cuore
- Lorenzo Patanè in Tempesta d'amore

- John Driscoll in Sentieri
- Marc Parejo in Una vita
- Tomohisa Yamashita in Alice in Borderland
- Dylan Minnette in Tredici
- Luke Hemsworth in Last Man Standing
- Parry Shen in Thief - Il professionista
- Matt Funke in Monarch Cove
- Alex Black in Ned - Scuola di sopravvivenza
- Carlos López in Operation Repo - La gang dell'auto
- Justin Powers in 15/Love
- Ryan Guzman in Notorious
- Pablo Schreiber in Ironside
- Eka Darville in Power Rangers RPM
- Varun Saranga in Essere Indie
- Brett DelBuono in The Cleaner
- Junio Valverde in Tierra de Lobos - L'amore e il coraggio
- Ricci Guarnaccio in Geordie Shore
- Lil' Romeo in Romeo!
- Michel Joelsas in Julie - Il segreto della musica
- Will Yun Lee in The Guardians of Justice
- Steven Skyler in Power Rangers Samurai
- Brendan Meyer in Professor Young
- Barrett Carnahan ne I Thunderman
- Garrett Boyd e Myko Olivier in Sam & Cat
- Gabriel Thomson in My Family
- Michael Taber in Power Rangers Dino Charge
- Stephen Lunsford in Kamen Rider: Dragon Knight
- Daniel Bess in Scandal
- Spenser Granese in Better Call Saul
- Eugenio Siller in Che fine ha fatto Sara?
- Jordon T. Fite in Power Rangers Dino Fury
- Shawn Ashmore in The Rookie
- Ben Schwartz in Knuckles

### Film d'animazione
- Monkey D. Rufy in One Piece - L'isola segreta del barone Omatsuri, One Piece - I misteri dell'isola meccanica, One Piece - Un'amicizia oltre i confini del mare, One Piece - Il miracolo dei ciliegi in fiore, One Piece - Avventura sulle isole volanti, One Piece 3D - L'inseguimento di Cappello di Paglia, One Piece Film: Z, One Piece Gold - Il film, One Piece Stampede - Il film, One Piece Film: Red
- Choji Akimichi in Naruto Shippuden - L'esercito fantasma, Naruto Shippuden - Il maestro e il discepolo, Naruto Shippuden - Eredi della volontà del Fuoco, The Last: Naruto the Movie
- Edward Elric in Fullmetal Alchemist - The Movie: Il conquistatore di Shamballa, Fullmetal Alchemist - La sacra stella di Milos
- Pancada in The Little Panda Fighter
- Flash in Justice League: La crisi dei due mondi
- Seymour Crider in Barbie - La principessa e la popstar
- Farran in L'unione fa la magia
- Ueno in Sensitive Pornograph
- Billy in Billy il koala
- Agito in Origine
- Shin/Shun in Viaggio verso Agartha (ridoppiaggio)
- Tanjirou Kamado in Demon Slayer - Il treno Mugen
- Takenaka in The First Slam Dunk
- Locoroco in Doraemon - Il film: Nobita e le piccole guerre stellari 2021
- Jimothy Brett-Chadley III in Steve - Un mostro a tutto ritmo
- Bunnibuffo in Arkie e la magia delle luci
- Veneer in Trolls 3 - Tutti insieme
- Emilio Baretti in Lupin Terzo vs Detective Conan
- Karl in Pokémon: Il re delle illusioni Zoroark
- Ermes in È sbagliato cercare di incontrare ragazze in un Dungeon? - Il film: La freccia di Orione
- Fusata in Blame!
- Leo in Barbie - Avventura stellare
- Kris in Barbie - Nel mondo dei videogame
- Luca in Spy x family - Code: White

### Serie animate
- Edward Elric in Fullmetal Alchemist, Fullmetal Alchemist: Brotherhood
- Monkey D. Rufy e Odr in One Piece
- Tanjirou Kamado in Demon Slayer - Kimetsu no yaiba
- Jibanyan e Velenotto in Yo-kai Watch
- Tsubasa Ozora in Captain Tsubasa
- Kei Koga in Magilumiere
- Yuma Tsukumo in Yu-Gi-Oh! Zexal
- Choji Akimichi in Naruto, Naruto: Shippuden
- Eisuke Hondo in Detective Conan
- Sieg in Fate/Apocrypha
- Luke in Yu-Gi-Oh!
- Yashimi in Tartarughe Ninja
- Peter Pan in Le nuove avventure di Peter Pan
- Signor Mackey, Gerald Broflovski, Tweek Tweak, Scott Malkinson e Asciughino in South Park
- Goro in Doraemon
- Swaysway in Breadwinners - Anatre fuori di testa
- Maialino Sì in Evviva Sandrino!
- Barbabravo (ridoppiaggio) in Barbapapà
- Hojo/Saburo Mutsumi in Keroro
- Barone (2ª voce) in Hello Spank
- Marty in Iron Kid
- Akira in Megazone 23
- Oscar in Lupin the Third - La donna chiamata Fujiko Mine
- Kei Kurono in Gantz
- Kaito in Yu degli spettri
- Jesse Andersen e Lorenzo in Yu-Gi-Oh! GX
- Leo in Yu-Gi-Oh! 5D's
- Dennis McField e Moon Shadow (2ª voce) in Yu-Gi-Oh! Arc-V
- Tsubasa Otori in Beyblade Metal Fusion
- Shu Kurenai in Beyblade Burst
- Principe Ferg in Little Charmers
- Poppo in Ano Hana
- Rajat in Ghostforce
- Randy Cunningham in Randy - Un Ninja in classe
- Kyle in Atomic Betty
- Hayato Kazami in Future GPX Cyber Formula
- Alviss in MÄR
- Akira in Sugar Sugar Rune
- Principe Lumen in Spider Riders
- Bumblebee in Transformers Animated
- Alì Babà in Happy Lucky Bikkuriman
- Benvolio in Romeo × Juliet
- Giovane signore in Hyou Senki
- Keru in My Melody - Sogni di magia
- Arashi Amamiya in Kilari
- Principe Bright in Twin Princess - Principesse gemelle
- Bit Cloud in Zoids New Century Zero
- Zero Kiryu in Vampire Knight
- Magic in Cuccioli cerca amici - Nel regno di Pocketville
- Martino in PopPixie
- Kamandi (1ª voce), Aqualad, Atom in Batman: The Brave and the Bold
- Atom e Capitan Atom in Justice League Unlimited
- Kurapika in Hunter × Hunter - Greed Island
- Hopper Croakington II in Ever After High
- Vulcano e Chicco in Pokémon
- Zaimis in Il lungo viaggio di Porfi
- Enjolras in Il cuore di Cosette
- Johnny in Johnny Test
- Kyousuke Imadori in School Rumble
- Kyosuke Kamijo in Puella Magi Madoka Magica
- Makoto Domoto e Daichi (2ª voce) in Mermaid Melody - Principesse sirene
- Mark evans in Inazuma Eleven GO Chrono Stones
- Braeburn in My Little Pony - L'amicizia è magica
- Swaysway in Breadwinners - Anatre fuori di testa
- Shizuku in Shizuku
- Kenji Himura in Kenshin il Vagabondo: Capitolo del tempo
- Turbo In Turbo Fast
- Max in Max Steel
- Sinbad in Magi: The Labyrinth of Magic
- Neito Monoma, Shinya Kamihara e Yo Shindo in My Hero Academia
- Hisashi Igou in Highschool of the Dead
- Ken in Barbie Dreamhouse Adventures
- Informatico in Adrian
- Kusuo Saiki in Saiki Kusuo no psi-nan
- Oikawa Tooru in Haikyu!!
- Rykiel in Stone Ocean
- Bulletproof / Zendale Randolph in Invincible
- Sonic the Hedgehog in Sonic Prime
- Ran Haitani in Tokyo Revengers
- Sui Minamito in Gintama
- Novick in Tower of God
- Kotetsu T. Kaburagi / Wild Tiger in Tiger & Bunny
- Henbritz Drought in Da campagnolo stagionato a gran maestro di spada
- Canuto in Vinland Saga (stagione 2)
- Macalpine Toni Strauss in Bastard!! - L'oscuro dio distruttore
- Richter Belmont in Castlevania: Nocturne
- Guy Crimson in That Time I Got Reincarnated as a Slime
- Hokuro in Ranking of Kings
- Lindsey Betz in High Card
- Sammy Mantide in Lo show di Ren e Stimpy
- Darington in Blaze e le mega macchine
- Dian in Jewelpet

### Videogiochi
- Sonic the Hedgehog in Sonic Generations, LEGO Dimensions, Sonic Lost World, Sonic Boom: L'ascesa di Lyric, Mario & Sonic ai Giochi Olimpici Invernali di Sochi 2014, Mario & Sonic ai Giochi Olimpici di Rio 2016, Super Smash Bros. per Nintendo 3DS e Wii U, Sonic Forces, Super Smash Bros. Ultimate[7], Mario & Sonic ai Giochi Olimpici di Tokyo 2020, Team Sonic Racing, Sonic Colours: Ultimate, Sonic Frontiers e Sonic X Shadow Generations[8]
- Velenotto, Kyubi, Jibanyan, Buchinyan, Spinyan, Kiwinyan, Lemonyan e Melonyan in Yo-kai Watch[9]
- Andy Allen in Call of Duty 2: Big Red One
- Ezio Auditore da Firenze in Assassin's Creed II[10] e Assassin's Creed: Brotherhood[11]
- Artù in Shrek terzo[12]
- Shane Carpenter in Haze[13]
- Eddie Brock/Venom in Spider-Man 3, Spider-Man: Amici o nemici, Spider-Man: Il regno delle ombre
- Morgan e Solan in Diablo III[14]
- Add in Elsword
- Colin Canon e Michael Corner in Harry Potter e l'Ordine della Fenice[15]
- Guardie varie in Batman: Arkham Asylum
- Legolas in Il Signore degli Anelli: La conquista
- Matthew in Alone in the Dark[16]
- Fox McCloud in Star Fox 64 3D,[17] Star Fox Zero,[18] Star Fox Guard,[19] e Starlink: Battle for Atlas[20]
- Tweek Tweak/Wonder Tweek, Scott Malkinson/Capitan Diabete, Asciughino, Gerald Broflovski, Signor Mackey, Mike Makovski, Corey Haim (Michael Jackson), Pete Thelman e personaggi minori in South Park: Scontri Di-retti
- Randall Ascot in Il professor Layton e la maschera dei miracoli
- Mark Evans e Scott Banyan in Inazuma Eleven GO[21]
- Sor e Mark Evans in Inazuma Eleven GO Chrono Stones[22]
- Voci delle unità corazzate in World in Conflict
- Voci degli yo-kai maschili in Yo-kai Watch
- Ethan Winters in Resident Evil 7: Biohazard e Resident Evil Village
- Ronnie McCrea in Need for Speed: Most Wanted
- Wade Taylor in Days Gone[23]
- Garrus Vakarian in Mass Effect,[24] Mass Effect 2, Mass Effect 3
- Caporale Jenkins in Mass Effect (2007)[24]
- Xene/Xavier Foster, Scott Banyan, Bilal Khalil e Torch/Claude Beacons, Joe King e Joseph King in Inazuma Eleven Strikers[25]
- Tod Ironside, Xavier Foster, Scott Banyan, Caleb Stonewall, Joseph King e Torch in Inazuma Eleven 2[26]
- Xavier Foster, Tod Ironside, Scott Banyan e Torch/Claude Beacons in Inazuma Eleven 3[27]
- Eroe e Kaernios in Avencast: Rise of the Mage[28]
- Marek Ulan in Call of Duty 3[29]
- Aleksander Efremovich Vladimirov e Soldati in Codename: Panzers Phase I[30] e Codename: Panzers Phase II[31]
- Alvis, Rollone e Norvid in Assassin's Creed: Valhalla[32]
- Tenente Bradley in Crysis[33]
- Downey in Eat Lead: The Return of Matt Hazard[34]
- Eragon in Eragon[35]
- Impronta vocale 10D3 in Halo Infinite
- Andrew, Anthony giovane e Anthony anziano in The Dark Pictures: Little Hope[36]
- Bumblebee in Transformers: War for Cybertron[37]
- Cittadini in Imperivm: Civitas[38]
- Giornalista alla Casa Bianca in Detroit: Become Human[39]
- Darington in Blaze and the Monster Machines: Axle City Racers[40]
- Ufficiale Khugee in LEGO Star Wars: La saga degli Skywalker (2022)[41]
- Ken e Manager in Barbie Progetto Amicizia (2024)[42]

## Premi
- Premio del pubblico "Voice of Nerds 2020 - Miglior voce di un cartone animato" - Monkey D. Rufy in One Piece Stampede - Il film
- Premio "Star del Web 2012 - Giuria di Qualità" - Cartoni e TV Anime Globe 2012
- Premio "Miglior doppiaggio di una serie animata giapponese - Romics 2008" - Edward Elric in Fullmetal Alchemist
- La Musa d'Oro 2023: Miglior Doppiatore Animazione per Sonic in Sonic 2

## Pubblicità televisive
- Voce ufficiale del canale Super! e dei canali omonimi affiliati a Pluto TV
- Speaker per Nintendo di Nintendo Switch
- Speaker per TIM (azienda)
- Speaker per Vodafone Italia
- Speaker per Buffetti Forniture per ufficio e articoli di cartoleria Buffetti Shop
- Speaker per Corriere della Sera
- Speaker per Kinder di Kinder Bueno, Kinder Brioche, Kinder Cioccolato e Kinder Delice.
- Speaker per Škoda Auto di Skoda Kamiq
- Speaker per FIAT di Fiat 500
- Speaker per Volkswagen di Volkswagen Polo e Volkswagen Golf
- Speaker per Mini (marchio)
- Speaker per British Airways
- Speaker per Scalibor Home - Scalibor
- Speaker per Connettivina
- Speaker per Enterogermina
- Speaker per Fage di Yogurt Fruyo
- Speaker per Amaro Lucano
- Speaker per Barbie

## Discografia

### Con i Dominio Libero
I Dominio Libero sono stati un duo composto da Renato Novara e dal vocal coach Pachy Scognamiglio.
- 2014 - Bugia poesia
- 2015 - Tu mi guardi

### Da solista
- 2018 - Una rosa per Rosa